# Terminal Central de Autobuses de Pasajeros de la Ciudad de Puebla
La Terminal Central de Autobuses de Pasajeros de la Ciudad de Puebla (CAPU) es la principal Terminal de Autobuses de Pasajeros de donde sale y llega el principal medio de transporte de la ciudad de Puebla de Zaragoza a otras ciudades y poblaciones del país. Los viajes de las líneas de autobuses que salen de la Terminal de Autobuses cubren casi en su totalidad a los estados de la República Mexicana, contando con más corridas a los estados cercanos, como Tlaxcala, Veracruz y Oaxaca.

## Historia

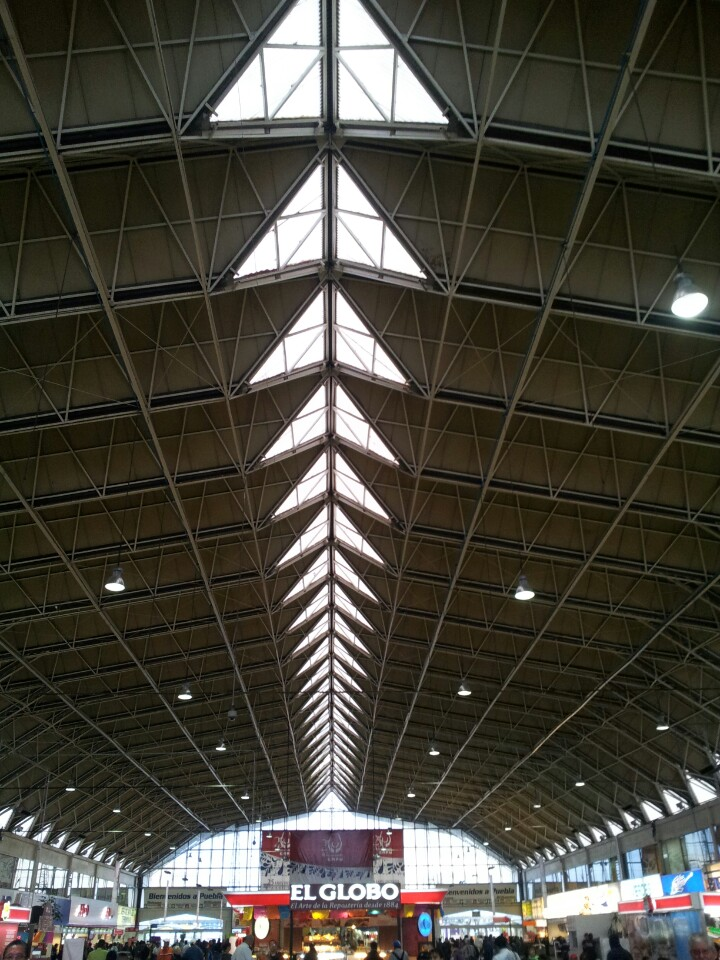
Domo de la zona de taquillas

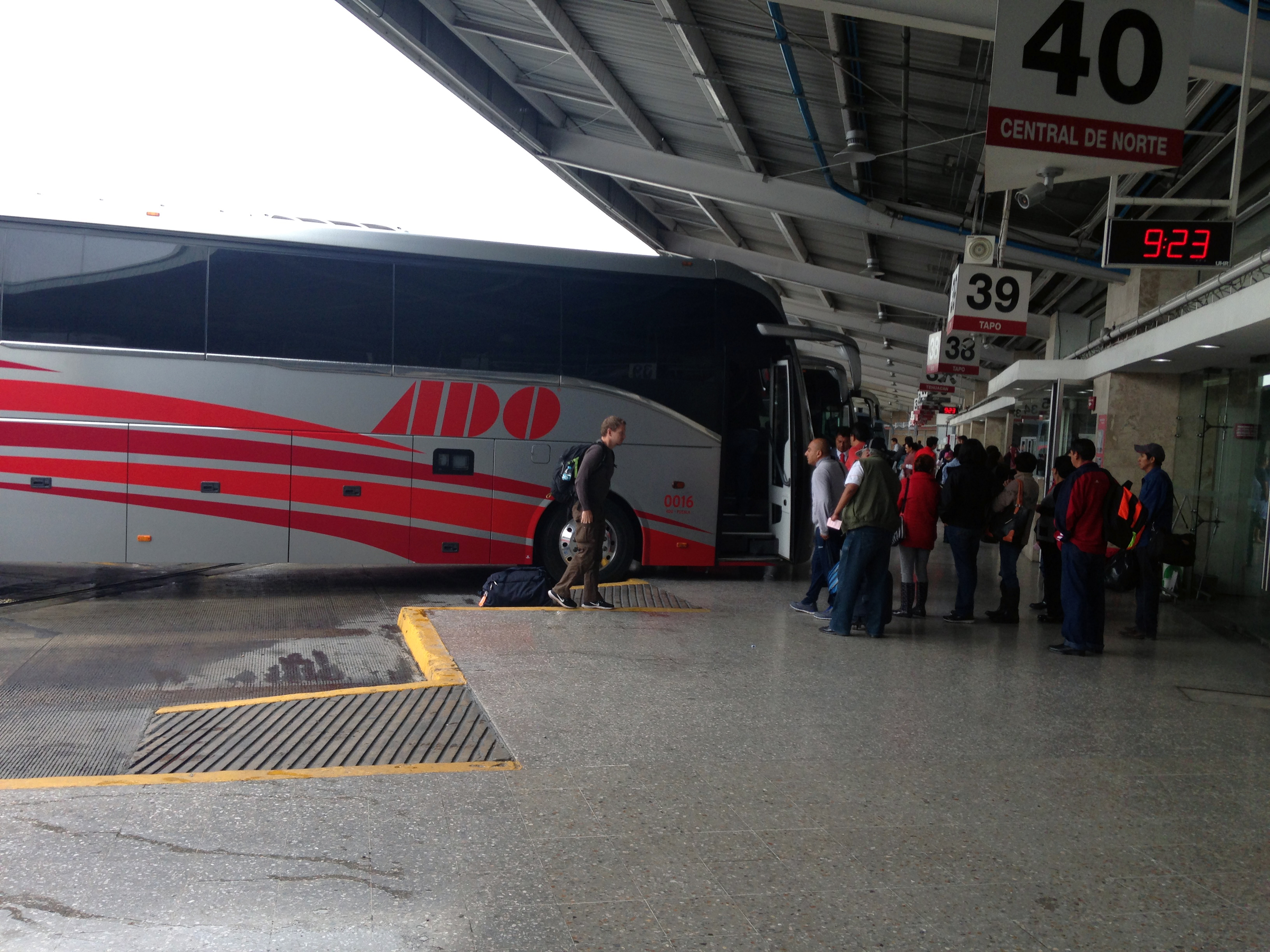
Autobús de ADO en un andén de la terminal.

La inauguración de la terminal se dio en 1988, iniciando con un flujo de 50,000 pasajeros. Esta es una de las terminales de autobuses más grandes de Latinoamérica. La terminal se encuentra a 3.2 km al norte del Zócalo de la ciudad y a 1.5 km de la autopista.

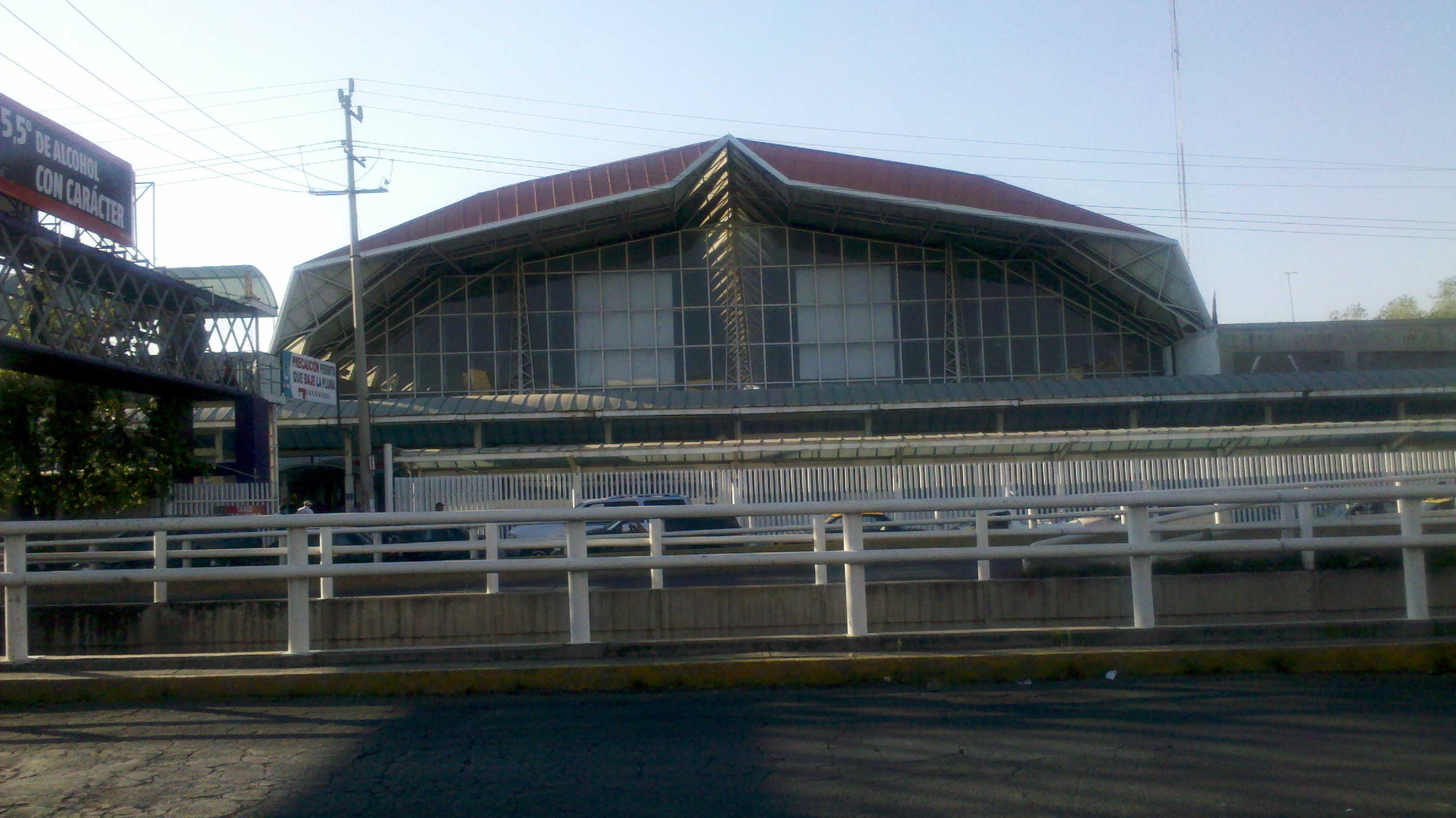
Vista desde el Boulevard Norte.

## Especificaciones de la terminal
- Número de andenes:
- Espacios de aparcamiento de autobuses:
- Superficie total de la terminal: 13.7 hectáreas, 44,800 m² de construcción y 55,000m2 para otras áreas destinadas
- Servicio de Estacionamiento: Superficial
- Número de taquillas:
- Número de locales comerciales: 28
- Salas de espera: 10

## Destinos
| Líneas de Autobuses                                   | Destinos |
| ----------------------------------------------------- | --- |
| Autobuses de Oriente ADO                              | Acayucan, Agua Dulce, Álamo, Alvarado, Apizaco, Asunción Nochixtlan, Campeche, Cancún, Cardel, Cárdenas, Catemaco, Chetumal, Ciudad Mendoza, Ciudad del Carmen, Ciudad Lerdo, Coatzacoalcos, Comalcalco, Córdoba Cosamaloapan, Escárcega, Fortín de las Flores, Gutiérrez Zamora, Huauchinango, Juan Rodríguez Clara, La Tinaja, Las Choapas, Loma Bonita, Martínez de la Torre, Mérida (México), Ciudad de México (TAPO, Central Norte, Central Sur), Minatitlán, Misantla, Nanchital, Naranjos, Orizaba, Oaxaca, Pachuca, Palenque, Papantla, Paraíso, Perote, Playa del Carmen, Poza Rica, Reynosa, San Andrés Tuxtla, San Cristóbal de las Casas, San Rafael, Santa Cruz, Santiago Tuxtla, Tampico, Tecamachalco, Tehuacán, Teziutlán, Tierra Blanca, Tlacotalpan, Tlanepantla, Tres Valles, Tulancingo, Tuxpam, Tuxtepec, Tuxtla Gutiérrez, Veracruz, Villa Juárez, Villa Lázaro Cárdenas La UNO, Villas de Pachuca, Villahermosa, Xicotepec de Juárez, Zaragoza (Puebla).        |
| ADO Platino / GL                                      | Campeche, Cancún, Cárdenas, Ciudad del Carmen, Coatzacoalcos, Comitán, Córdoba (México), Huatulco, Huixtla, Juchitán de Zaragoza, Matamoros, Mérida, Ciudad de México (TAPO, Central Sur), Minatitlán, Oaxaca, Playa del Carmen, Poza Rica, , Salina Cruz, San Cristóbal de las Casas, Tampico, Tapachula, Tehuacán, Tehuantepec, Tlalnepantla, Tonala, Tuxtla Gutiérrez, Veracruz, Villahermosa, Xalapa. |
| Ómnibus Cristóbal Colón OCC                           | Acayucan, Arriaga, Cacahuatepec, Córdoba, Comitan, Cuernavaca, Huajuapan de León, Huatulco, Huixtla, Ixtaltepec, Ixtepec, Juchitán de Zaragoza, Juxtlahuaca, La Tinaja, Lagunas, Matias Romero, Ciudad de México TAPO, Ciudad de México Central Sur, Oaxaca, Pinotepa Nacional, San Pedro Pochutla, Puerto Escondido, Putla, Reforma de Pineda, Salina Cruz, San Cristóbal de las Casas, San Felipe, San Francisco Ixhuatan, San Pedro Amuzgos, Santa María Zacatepec, Santiago Tejupan, Santo Domingo Tonala, Tapachula, Tehuantepec, Teposcolula, Tlaxiaco, Tonala, Tuxtla Gutiérrez, Veracruz CAVE, Unión Hidalgo, Yolomecatl, Xalapa |
| Autobuses Unidos AU                                   | Acayucan, Alvarado, Apizaco, Asunción Nochixtlan, Catemaco, Chazumba, Ciudad Mendoza, Ciudad Serdán, Ciudad Lerdo, Coatzacoalcos, Coixtlahuaca, Córdoba, Cosamaloapan, Coscomatepec, Cuicatlán, Chilchotla, González Ortega, Guadalupe Victoria, Huatusco, Huatulco, Huauchinango, Huautla de Jiménez, Ixtepec, Juchitán de Zaragoza, Lagunas, Loma Bonita, María Lombardo de Caso, Matias Romero, Ciudad de México TAPO, Ciudad de México Central Norte, La Ceiba, Minatitlán, Nacaltepec, Oaxaca, Orizaba, Perote, Playa Vicente, San Jerónimo, Salina Cruz, San Andrés Tuxtla, San Jerónimo, Santa Cruz, Santiago Tejupan, Santiago Tuxtla, Tapanatepec, Tecamachalco, Tecomavaca, Tehuacán, Tehuantepec, Telixtlahuaca, Teotitlan del Camino, Tepanco de López, Teziutlán, Tierra Blanca, Tlacotalpan, Tlacotepec de Juárez, Tlapacoyan, Tlalnepantla, Tres Valles, Tuxtepec, Veracruz, Villa Azueta, Villa Isla, Villa Lázaro Cárdenas LA UNO, Villa Juárez, Villahermosa, Xalapa |
| Autobuses México Puebla Estrella Roja                 | Chalco, Ciudad de México TAPO, Ciudad de México Central Norte, Ciudad de México Central Sur, Huejotzingo, Ixtapaluca, Río Frío de Juárez, San Francisco Ocotlán, San Marcos Huixtoco, San Martín Texmelucan, San Miguel Xoxtla, San Pedro Cholula, San Rafael Tlanalapan, Santa Ana Xalmimilulco, Tlahuapan, Tlanepantla |
| Autobuses Oro /ERCO y Surianos”                       | Acatlán de Osorio, Alpoyeca, Amayuca, Amozoc, Atencingo, Atlixco, Chiautla, Chila, Chinantla, Cuautla, Cuernavaca, El Cristo, Huajuapan de León, Huamantla, Huamuxtitlán, Izúcar de Matamoros, Ixtenco, Lagunillas, La Galarza, la Venta, Palomas, Petlalcingo, Salitrillo, San Diego, Tecomatlán, Tehuitzingo, Tepatlaxco, Tepeojuma, Tepetzala, Tezuitzingo, Tlapa, Tulcingo, Villa San Miguel Unión, Xochihuehuetlan, Zaragoza |
| Autotransportes Tlaxcala Apizaco Huamantla ATAH/SUPRA | Apan, Apizaco, Ciudad Sahagún, Chignahuapan, Huamantla, Huauchinango, Lagunilla, La Ceiba, Nuevo Necaxa, Poza Rica, Tejocotal, Tlaxcala de Xicohténcatl, Tulancingo, Villa Lázaro Cárdenas La UNO, Villa Juárez, Zacatlán |
| Autobuses Futura                                      | Acapulco Central Lujo, Aguascalientes, Celaya, Chilpancingo de los Bravo, Guadalajara, Guanajuato, Huauchinango, Irapuato, Iguala, Juan Aldama, León, Matamoros, Monclova, Monterrey Central, Morelia, Naranjos, Nava, Nuevo Laredo, Pachuca, Petatlán, Poza Rica, Puente de Chilpancingo, Puente de Ixtla, Querétaro Central, Reynosa, Salamanca, Saltillo, , San Fernando, San Juan de los Lagos, San Juan del Río, San Luis Potosí, Sombrerete, Soto La Marina, Tampico, Taxco, Toluca Central, Tulancingo, Villa Ávila Camacho, Villa Lázaro Cárdenas, Xicotepec de Juárez. |
| Transportes Chihuahuenses                             | Agua Prieta, Aguascalientes, Ciudad Camargo, Ciudad Delicias, Ciudad Guzmán, Ciudad Jiménez, Ciudad Juárez, Celaya, Chihuahua, Colima, Durango, Fresnillo, Gómez Palacio, Guadalajara, Irapuato, Janos, Juan Aldama, León, Manzanillo, Mazatlán, Morelia, Nogales, Pachuca, Pistolas Meneses, Querétaro Central, Salinas, San Juan de los Lagos, San Luis Potosí, Sombrerete, Tecomán, Torreón, Zacatecas. |
| Autobuses Interestatales de México ELITE              | Altar, Celaya, Ciudad Obregón, Culiacán, Guadalajara (México), Guamúchil, Guasave, Hermosillo, Los Mochis, Mazatlán, Mexicali, Querétaro Central, San Luis Río Colorado, Santa Ana, Sonoyta, Tepic, Tijuana. |
| Transportes Norte de Sonora                           | Ciudad Obregon, Culiacán, Guadalajara, Hermosillo, Los Mochis, Mazatlán, Tepic. |
| Autobuses Verdes                                      | Apizaco, Calpulalpan, Ciudad Sahagún, Huauchinango, La Ceiba, Pachuca, Poza Rica, Tetela, Tlaxcala de Xicohténcatl, Tlaxco, San Lorenzo, Santa Ana, Xaltocan, Xicotepec de Juárez, Zacatelco, Zacatlán. |
| ETN Turistar Lujo                                     | Aguascalientes, Colima, Culiacán, Durango, Guadalajara, León, Manzanillo, Mazatlán, Monterrey Central, Monterrey Churubusco, Morelia, Nuevo Laredo, Puerto Vallarta, Querétaro Central, Querétaro Norte, Riviera Nayarit, Saltillo, San Luis Potosí, Tepic, Torreón, Uruapan, Zacatecas, Zapopan. |
| Autobuses Vía                                         | Atempan, Costa Esmeralda, Cuetzalan, El Carmen Tequexquitla, Equimita, Gutierrez Zamora, Huehuetla, La Concha, Jonutla, Libres, Martinez de la Torre, Misantla, Ocotepec, Oriental, Purísima, San José Chiapa, San Rafael, Tecamachalco, Tecolutla, Tepetitlan, Tetelilla, Teziutlán, Tlapacoyan, Tlatlauquitepec, Tuzamapan, Xonacatlan, Yaonahuac, Zacapoaxtla, Zaragoza (Puebla), Zozocolco de Guerrero |
| Autobuses Valles                                      | Amozoc, Acatzingo, Ciudad Serdan, Chichiquila, Chilchotla, González Ortega, Guadalupe Victoria, Mazapiltepec de Juárez (Vía Rinconada), Perote, Quimixtlán, San Salvador el Seco, Tlachichuca, Tecamachalco, Tlacotepec de Juárez, Tepanco de López, Tehuacán, Tepeaca, Oriental (Zacatepec) |